# Rhochmopterum venustum
Rhochmopterum venustum är en tvåvingeart som först beskrevs av Meijere 1914.  Rhochmopterum venustum ingår i släktet Rhochmopterum och familjen borrflugor. Inga underarter finns listade i Catalogue of Life.